# Walter Evans
Walter Richard Evans (ur. 15 stycznia 1920 w Saint Louis, Missouri, zm. 10 lipca 1999) − amerykański inżynier elektryk.
Znany przede wszystkim jako pomysłodawca metody linii pierwiastkowych (ang. root locus method) z 1948 roku, stosowanej przy projektowaniu układów regulacji.
Jego ojciec był inżynierem. W młodości nauczył się grać w szachy od swojej babci Eveline Burgess, która pozostawała mistrzynią gry w szachy w Stanach Zjednoczonych przez 30 lat (1906-1936). 
W 1941 roku Walter Evans uzyskał na Washington University in St. Louis, Missouri, tytuł bakałarza w zakresie inżynierii elektrycznej a w 1951 roku magisterium na University of California, Los Angeles. Międzyczasie (1944) ukończył też Advanced Engineering Training Program w General Electric Company i pracował jako instruktor na uniwersytecie w Waszyngtonie. W 1954 roku opublikował książkę Control System Dynamics.
W 1948 zaoferowano mu pracę wakacyjną (która z czasem przeszła w stałą) w firmie Autonetics, oddziale North American Aviation (obecnie Rockwell International) w południowej Kalifornii. W czasie, gdy Evans pracował jako instruktor, jeden ze szkolonych zapytał, co by się stało, gdyby pewna kwadratowa aproksymacja przestała by działać. Pytanie to stało się dla Evansa inspiracją do opracowania tzw. metody linii pierwiastkowych. Później w laboratoriach aerofizycznych (North American Aviation's Aerophysics Laboratory), gdzie Evans pracował, metoda ta stała się zasadniczym sposobem projektowania automatycznych pilotów do wysokiej klasy samolotów i do pocisków X10. Jego metody znalazły też zastosowanie na przykład przy projektowaniu systemów sterowania okrętami podwodnymi. 
W latach 1959–1971 pracował dla Ford Aeronautic Company, następnie powrócił do firmy Autonetics, gdzie pracował do emerytury (1980).
Był też założycielem i prezesem firmy The Spirule Company.
Wyróżniony m.in. w 1987 przez American Society of Mechanical Engineers medalem Rufus Oldenburger Medal a w 1988 nagrodą Richard E. Bellman Control Heritage Award. 
Był woluntariuszem Boy Scouts of America i organizacji charytatywnej United Way. Miał czwórkę dzieci.